# Archieparquía de Homs de los sirios
La archieparquía de Homs de los sirios (en latín: Archieparchia Hemesena Syrorum (-Epiphaniensis-Nabikensis) y en árabe: مطرانية حمص السريانية الكاثوليكية‎) es una circunscripción eclesiástica de la Iglesia católica en Siria. Se trata de una archieparquía siria, sede metropolitana de la provincia eclesiástica de Homs de los sirios. Desde el 7 de enero de 2023 su archieparca es Yagop (Jacques) Mourad. Tiene unidas las sedes titulares de las eparquías de Hama (Epiphaniensis) y de An-Nabk (Nabikensis).

## Territorio y organización

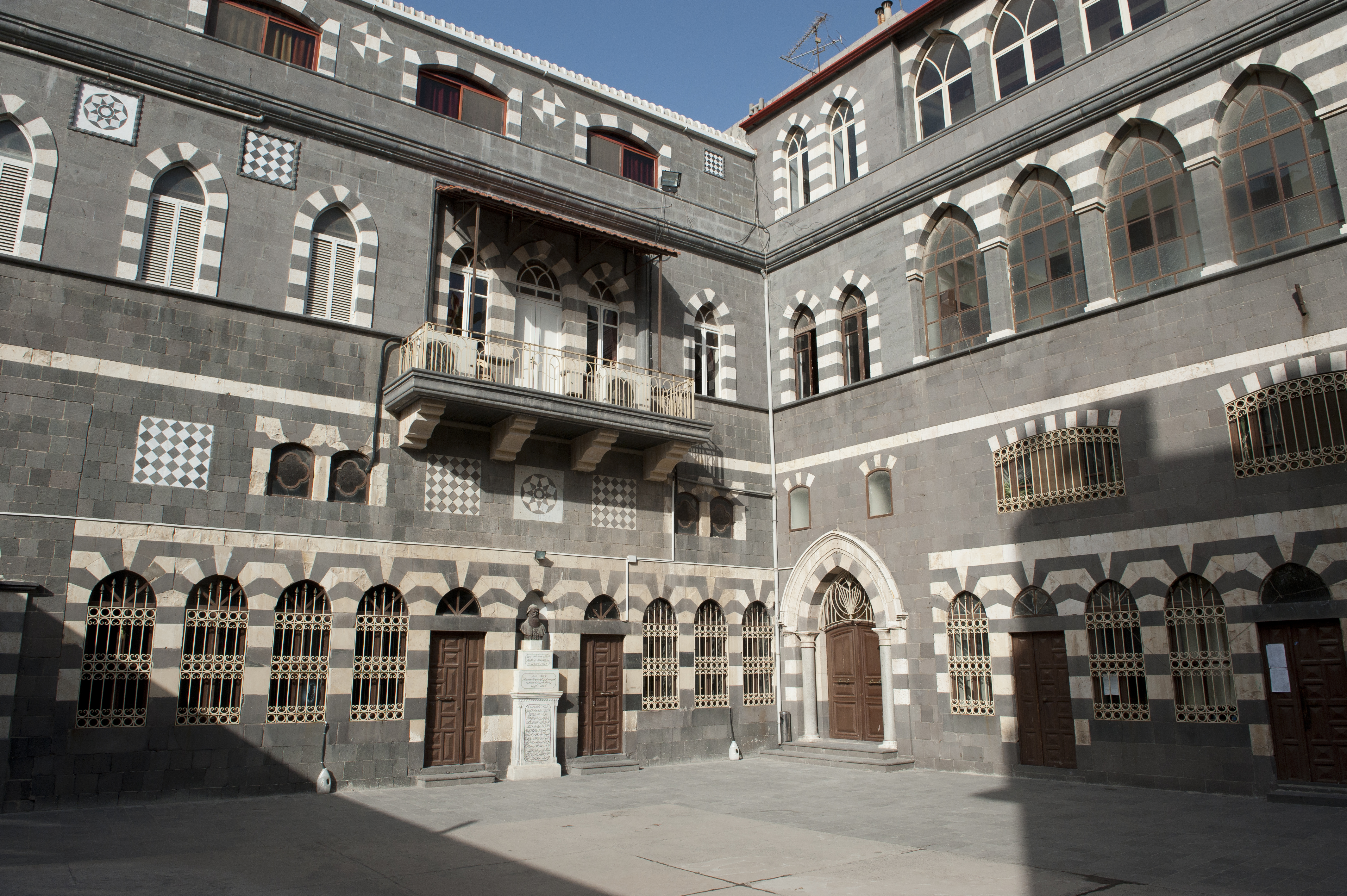
Sede de la archieparquía

La archieparquía extiende su jurisdicción sobre los fieles católicos de rito antioqueno sirio residentes en el centro de Siria (en todo o en parte de las gobernaciones de Homs, Hama y Tartús y en parte de la gobernación de la Campiña de Damasco). La archieparquía está dentro del territorio propio del patriarcado de Antioquía de los sirios.
La sede de la archieparquía se encuentra en la ciudad de Homs, en donde se halla la Catedral del Espíritu Santo. La archieparquía supervisa dos monasterios: el monasterio de San Julián el Ermitaño, en Al-Qaryatayn, y el monasterio de San Moisés el Abisinio, cerca de An-Nabk.
La archieparquía no tiene eparquías sufragáneas.
En 2021 en la archieparquía existían 14 parroquias.

## Historia
Emesa (actual Homs) fue sede de una comunidad de la Iglesia ortodoxa siríaca y se conocen obispos desde el 630 hasta el 755. Una serie de 14 obispos jacobitas son mencionados en la Crónica de Miguel el Sirio desde el 793 hasta el 1194. En el siglo XV la diócesis de Emesa fue restaurada y reorganizada.
El 28 de enero de 1659 el papa Alejandro VII confirmó al obispo sirio de Alepo y reconoció el rito sirio jacobita mediante la bula Inter gravissimas.
El obispo ortodoxo siríaco de Emesa, Qurlus Bishara Dabak, se unió al catolicismo en 1678, dando origen a la archieparquía católica de Homs, permaneciendo hasta 1685. Se conocen otros tres archieparcas antes de que la archieparquía tuviera una sucesión ininterrumpida desde 1816: Qorulos Girgis Fattal (1743-1762), Aklimis (1762-1778) e Ibrahim Naalband (1782-1809). El territorio inicial incluía: Homs, Hama, Yabrud, An-Nabk, Al-Qaryatayn, Sadad, Zeidal, Hafar, Maskanah, Al-Jabriya, Abu Dali, Tumin, Fayrouzeh y el distrito de Baalbek en el Líbano.  
En 1833 el obispo sirio ortodoxo de Nabk (An-Nabek o Al-Nabk), Mateo Masuli, adhirió al catolicismo y mantuvo su antigua sede episcopal hasta su muerte. Más tarde el título de Nabk (Nabikensis Syrorum) fue unido a la archieparquía de Emesa.
Durante el siglo XIX también se unió el título de Epiphania o Hama (Epiphaniensis Syrorum) al de Homs.
La catedral sufrió graves daños durante la guerra civil siria, hasta que en diciembre de 2015 los últimos rebeldes abandonaron la ciudad de Homs, y luego se inició la restauración de la iglesia.

## Estadísticas
Según el Anuario Pontificio 2022 la archieparquía tenía a fines de 2021 un total de 12 000 fieles bautizados.
| Año                                                                             | Población            | Población | Población      | Sacerdotes | Sacerdotes    | Sacerdotes    | Bautizados por sacerdote | Diáconos permanentes | Religiosos | Religiosos | Parroquias |
| Año                                                                             | Bautizados católicos | Total     | % de católicos | Total      | Clero secular | Clero regular | Bautizados por sacerdote | Diáconos permanentes | Varones    | Mujeres    | Parroquias |
| ------------------------------------------------------------------------------- | -------------------- | --------- | -------------- | ---------- | ------------- | ------------- | ------------------------ | -------------------- | ---------- | ---------- | ---------- |
| 1950                                                                            | 3360                 | 500 000   | 0.7            | 15         | 15            |               | 224                      |                      |            |            | 12         |
| 1970                                                                            | 30 500               | 680 000   | 4.5            | 10         | 10            |               | 3050                     |                      |            | 6          | 12         |
| 1980                                                                            | 7780                 | ?         | ?              | 9          | 9             |               | 864                      |                      |            |            | 15         |
| 1990                                                                            | 9400                 | ?         | ?              | 9          | 9             |               | 1044                     |                      |            |            | 15         |
| 1999                                                                            | 10 000               | ?         | ?              | 17         | 15            | 2             | 588                      |                      | 2          |            | 15         |
| 2000                                                                            | 10 000               | ?         | ?              | 17         | 15            | 2             | 588                      |                      | 2          | 4          | 15         |
| 2001                                                                            | 10 000               | ?         | ?              | 17         | 15            | 2             | 588                      |                      | 2          | 4          | 15         |
| 2002                                                                            | 10 000               | ?         | ?              | 17         | 15            | 2             | 588                      |                      | 2          | 4          | 15         |
| 2003                                                                            | 10 000               | ?         | ?              | 17         | 15            | 2             | 588                      |                      | 2          | 3          | 15         |
| 2004                                                                            | 10 000               | ?         | ?              | 17         | 15            | 2             | 588                      |                      | 2          | 3          | 15         |
| 2009                                                                            | 10 000               | ?         | ?              | 19         | 15            | 4             | 526                      |                      | 7          | 6          | 15         |
| 2013                                                                            | 5000                 | ?         | ?              | 17         | 14            | 3             | 294                      |                      | 6          | 2          | 15         |
| 2016                                                                            | 12 000               | ?         | ?              | 12         | 10            | 2             | 1000                     | 3                    | 5          | 3          | 15         |
| 2019                                                                            | 12 000               |           |                | 15         | 12            | 3             | 800                      | 3                    | 9          | 3          | 14         |
| 2021                                                                            | 12 000               | ?         | ?              | 17         | 14            | 3             | 705                      | 3                    | 12         | 3          | 14         |
| Fuente: Catholic-Hierarchy, que a su vez toma los datos del Anuario Pontificio. |                      |           |                |            |               |               |                          |                      |            |            |            |

## Episcopologio
- Qurlus Bishara Dabak (1670-1685)
- Qorulos Girgis Fattal (1743-1762)
- Aklimis (1762-1778)
- Ibrahim Naalband (1782-1809)
- Gabriel Homsi † (23 de julio de 1816-1858 falleció)
- Matthieu Naccar † (1858-18 de marzo de 1868 falleció)
- Élie Grégoire Shahwan † (?-1872 falleció)
- Gregorio Giorgio Sciahin † (18 de mayo de 1872-1912 renunció)
- Joseph Rabbani † (29 de abril de 1927-14 de diciembre de 1947 renunció[nota 1])
  - Joseph Rabbani † (14 de diciembre de 1947-1970 renunció) (administrador apostólico)
- Joseph Jacob Abiad † (11 de mayo de 1971-31 de julio de 1982 falleció)
- Théophile Jean Dahi † (1 de agosto de 1984-1 de julio de 1994 retirado)
- Basile Moussa Daoud † (6 de julio de 1994-20 de octubre de 1998 electo patriarca de Antioquía)
- Théophile Georges Kassab † (8 de mayo de 1999-22 de octubre de 2013 falleció)
  - Sede vacante (2013-2016)
- Philippe Barakat, (15 de abril de 2016-13 de junio de 2020 falleció)
  - Sede vacante (2020-2023)[nota 2]
- Yagop (Jacques) Mourad, desde el 7 de enero de 2023